# Afgedamde Maas
De Afgedamde Maas (vroeger Andelsche Maas genoemd) is een deel van de vroegere benedenloop van de rivier de Maas sinds deze bij Well is afgedamd. Deze nu dode riviertak begint tussen Slijkwell en Bern en eindigt bij Woudrichem op de plek waar de Waal overgaat in de Boven-Merwede. De lengte van de Afgedamde Maas bedraagt 19 kilometer.
Het waterleidingbedrijf Dunea pompt bij Poederoijensehoek rivierwater uit de Afgedamde Maas naar de duinen bij Wassenaar en Katwijk voor de productie van drinkwater voor circa 1,5 miljoen huishoudens.

## Loop
Naast de dam bij Well is ook bij Andel een dam (met sluis) aangelegd, waardoor de rivier uit twee gescheiden delen bestaat. Het noordelijke deel staat in open verbinding met de Merwede, terwijl het zuidelijke deel via het Heusdensch Kanaal in open verbinding staat met de Bergsche Maas. Dit gedeelte kan via de Kromme Nolkering worden afgesloten. Tussen de jaren 1273 en 1904 vormde de Afgedamde Maas de hoofdstroom van de Maas.
De scheepvaart in de Afgedamde Maas moet gebruikmaken van de Wilhelminasluis bij Andel. Dit is de enige waaiersluis in Nederland met een 'groene kolk', wat inhoudt dat de wanden van de sluiskolk met gras bekleed zijn. De Wilhelminasluis doet ook dienst als primaire waterkering en is gebouwd rond 1896 in de 800 m lange dam die de Maas en de Waal van elkaar scheidt.

## Historie
In Romeinse en Middeleeuwse tijden stroomde de toenmalige Maas langs Heusden richting Dordrecht, waar hij in verbinding stond met de huidige Oude Maas en van daaruit via de Maasmonding naar zee stroomde. Rond het jaar 500 ontstond een noordelijke aftakking, Rivel genaamd, die richting de toenmalige Alm stroomde, een prehistorische zijtak van de Waal. Dit was aanvankelijk een relatief onbeduidende stroom, maar vanaf het jaar 1135 is de Rivel meer water aan de Maas gaan onttrekken. Hierdoor werd de Alm een belangrijke zijtak van de Maas. Deze kwam ter hoogte van de huidige Biesbosch samen met de Romeins-Middeleeuwse Maas. Een andere zijtak, de Werken, stroomde richting de Merwede (de benedenloop van de Waal).
Uiteindelijk vond later in de Middeleeuwen (grofweg rond 1200) bij Giessen een dijkdoorbraak plaats, waarbij het water in noordelijke richting is gaan stromen, om bij Woudrichem uit te monden in de Waal/Merwede. Sindsdien hebben de eerdere Maaslopen hun belang langzaam verloren. Uiteindelijk zijn deze afgedamd in het kader van de omdijkingen van de Grote Waard: de Werken in 1230, de Romeins-Middeleeuwse Maas in 1273 en de Alm in 1275. Vervolgens zijn deze voormalige Maasstromen grotendeels verdwenen of verland, terwijl restanten slechts herkenbaar zijn als brede sloten in het landschap. Voorbeelden hiervan zijn meerdere Oude Maasjes, de huidige Alm en de Voorste Vliet. Het nieuwe tracé stond voortaan bekend als de Andelsche- of Nieuwe Maas (niet te verwarren met de Nieuwe Maas bij Rotterdam).
Vele eeuwen lang bleef deze situatie ongewijzigd, totdat de toenemende wateroverlast van de 'Nieuwe' Maas niet langer tolerabel was. Het probleem was namelijk dat de Merwede nu het water van twee grote rivieren (Rijn en Maas) moest herbergen. Daarnaast stond het water in de Waal meestal hoger dan in de Maas, waardoor het water in de Maas werd opgestuwd en het Maaswater slechts moeizaam in de Merwede geperst kon worden. De situatie verslechterde als gevolg van de Sint-Elizabethsvloed (1421), waardoor een groot deel van het Merwedewater tussen Dordrecht en Werkendam werd afgestaan aan een fijnmazig netwerk van rivierarmen, kreken en killen (de huidige Biesbosch), die gemakkelijk konden 'verstoppen' in tijden van hoge rivierafvoeren.
Als gevolg hiervan zijn er in de 19de eeuw plannen gemaakt om de Merwede/Waal/Rijn geheel te scheiden van de Maas. Hierop werd in 1883 bij wet, de Maasmondwet, besloten tot het graven van de Bergsche Maas en het afsluiten van de Andelsche Maas (de huidige Afgedamde Maas). Tussen 1888 en 1904 werd de Maas op initiatief van de bekende ingenieur Cornelis Lely bij Andel afgesloten en werd de rivier via de nieuw gegraven Bergsche Maas verbonden met de Amer en het Hollandsch Diep. Daarnaast werd ook de verbinding tussen de Waal en de Maas bij Sint-Andries afgesloten. De rivieren Waal en Maas zijn vanaf dat moment van elkaar gescheiden. Op 18 augustus 1904 onthulde Koningin Wilhelmina het Monument scheiding van Maas en Waal dat ter herinnering was opgericht.

## Oeververbindingen
Er zijn vier plaatsen waar men de Afgedamde Maas kan oversteken: één brug en drie veerponten. De N322 kruist de rivier ter hoogte van de Wilhelminasluis, tussen Giessen en Poederoijensehoek. Bij Woudrichem is er een voetveer naar Slot Loevestein. Ook tussen Veen en Aalst is er een pont. Tussen Nederhemert-Noord en Nederhemert-Zuid, vaart eveneens een pont.

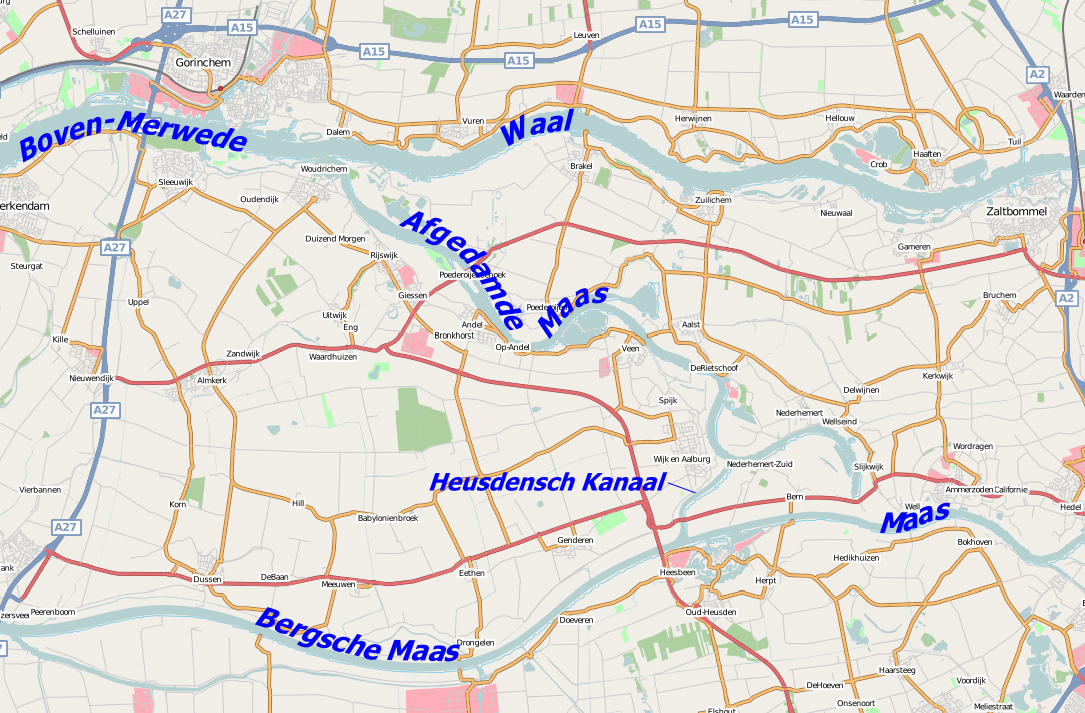
Kaart van de Afgedamde Maas en omliggende rivieren
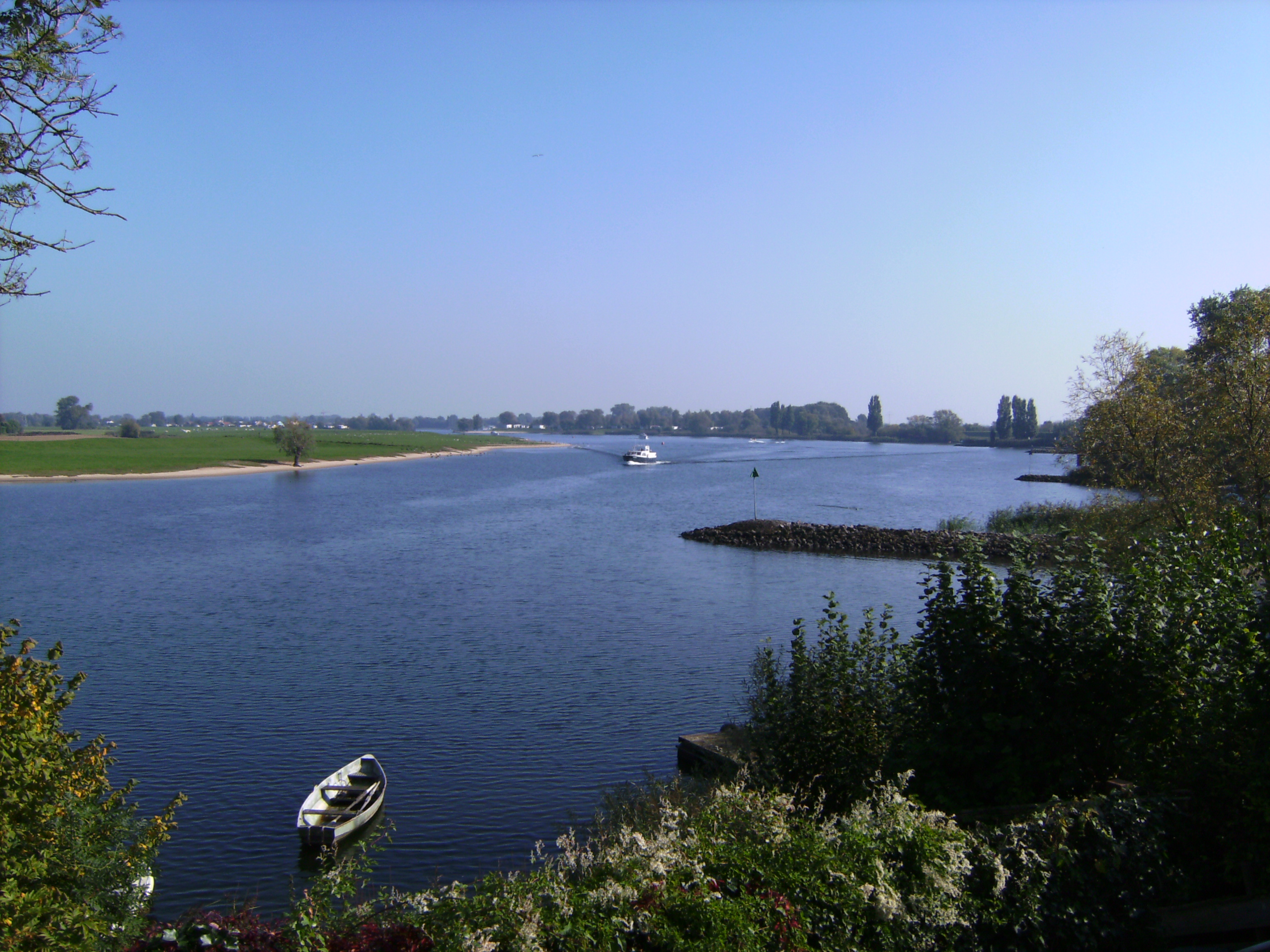
Andel, de Afgedamde Maas
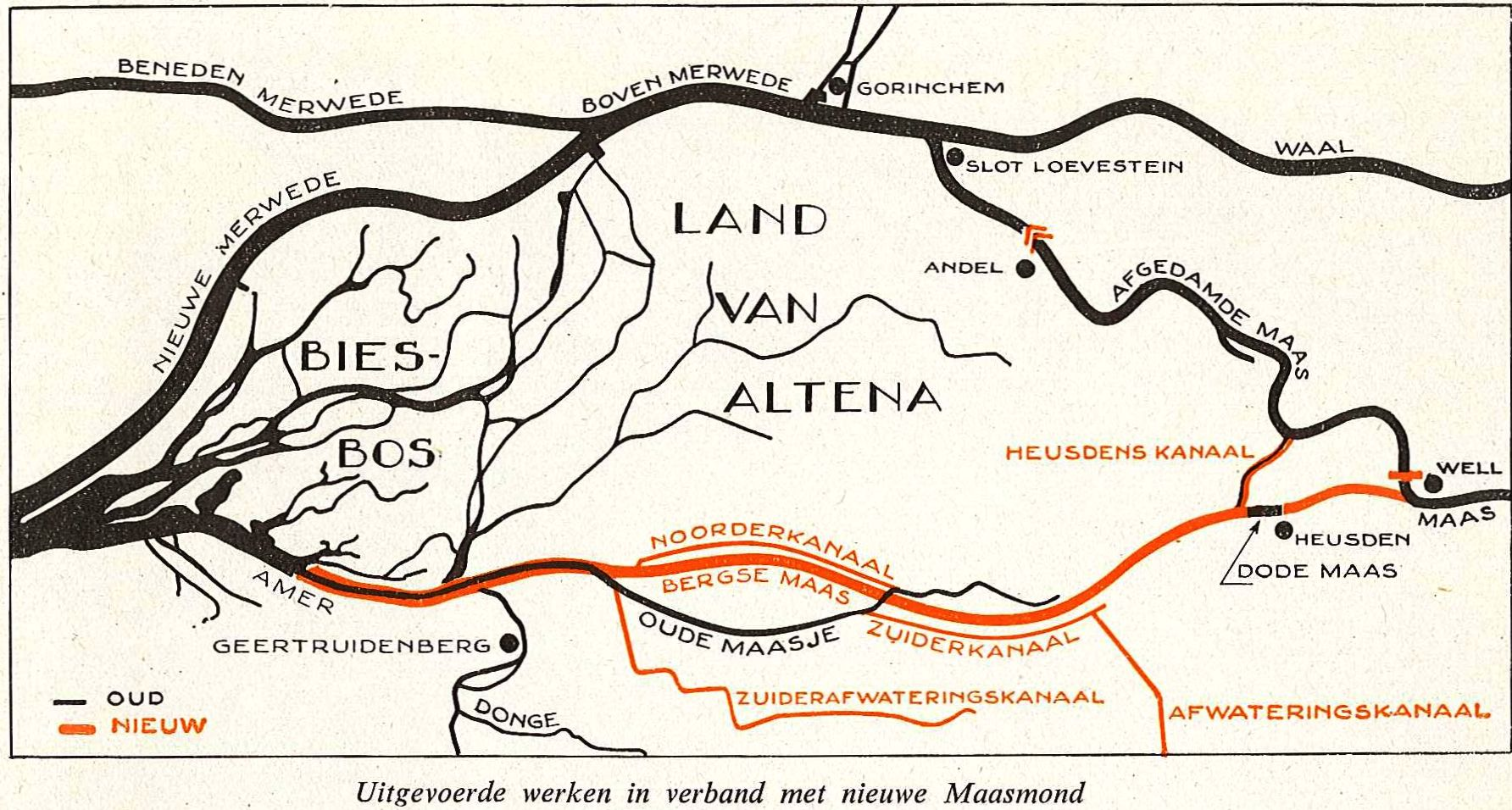
Uitgevoerde werken in verband met nieuwe Maasmond